# Alberto Bertuccelli
Alberto Bertuccelli (Viareggio, Provincia de Lucca, Italia, 14 de enero de 1924 - Viareggio, Provincia de Lucca, Italia, 15 de agosto de 2002) fue un futbolista italiano. Se desempeñaba en la posición de defensa.

## Selección nacional
Fue internacional con la selección de fútbol de Italia en 6 ocasiones. Debutó el 22 de mayo de 1949, en un encuentro válido por la Copa Dr. Gerö ante la selección de Austria que finalizó con marcador de 3-1 a favor de los italianos. Fue convocado para la Copa Mundial de Fútbol de 1950, sin embargo poco antes del comienzo del torneo sufrió una lesión que lo mantuvo fuera de acción por varios meses.

## Clubes
| Club            | País   | Año         |
| --------------- | ------ | ----------- |
| U. S. Pontedera | Italia | 1942 - 1943 |
| F. C. Viareggio | Italia | 1945 - 1946 |
| A. S. Lucchese  | Italia | 1946 - 1949 |
| Juventus F. C.  | Italia | 1949 - 1954 |
| A. S. Roma      | Italia | 1954 - 1955 |

## Palmarés

### Campeonatos nacionales
| Título  | Club           | País   | Año     |
| ------- | -------------- | ------ | ------- |
| Serie B | A. S. Lucchese | Italia | 1946-47 |
| Serie A | Juventus F. C. | Italia | 1949-50 |
| Serie A | Juventus F. C. | Italia | 1951-52 |